# Динка (народ)
Вижте пояснителната страница за други значения на Динка.
Динка, или муониджанг (ед.ч.) и джиенг (мн.ч.), както те сами се наричат, са източноафриканска етническа група в Южен Судан.
Принадлежат към речно-езерните нилоти. Населяват региона Бахър ал Газал в басейна на река Нил, провинцията Джункали и части от провинциите Южен Курдуфан и Горни Нил. Предимно се занимават със земеделие и скотовъдство. През сухия сезон отглеждат своя добитък в биваци, изградени край речни басейни, а през дъждовния култивират просо и различни други зърнено-житни култури в своите постоянни поселения. Наброяват около 1,5 милиона души, като техният брой е около 10% от цялото население на Судан. Освен това те са най-многочислената етническа група в Южен Судан. Понякога са описвани като сравнително висок народ, но антропометрично изследване от 1995 година показва, че средната им височина е 176,4 cm. Народът динка се поделя на десет групи: атуот, алиаб, бор, чиедж, агар, гок, рек, туидж, малуал и нгок. Малуал е най-голямата и наброява около един милион души.
При динка няма централизирана политическа власт. Вместо това, при тях съществуват множество независими, но същевременно взаимносвързани родове. Някои от тези родове по традиция извеждат ритуални вождове, известни като „майсторите на харпуна“ или „бени бит“. Те ръководят своята общност, а политическото им положение донякъде се унаследява.
Езикът динка, който се нарича също тхуогджанг, е нилотски език, който спада към източносуданските езици – част от Нило-сахарското езиково семейство. Името „динка“ означава хора на този език. За писменост се използва латинската азбука, към която са добавени още няколко знака.
Динка имат диаспори в Джаксънвил (Флорида), Кларкстън (Джорджия) и Едмънтън (Канада).

## Сезонни стратегии
Миграциите на динка се предопределят от местния климат. Земеделско-скотовъдният им начин на живот е реакция спрямо периодичните наводнявания и засушавания в местообитанията им. През май и юни, когато започва дъждовният сезон, те се насочват към постоянните си поселения. В тази част от годината те живеят в къщи, направени от кал и слама, които са разположени над земното равнище. Отглеждането на сорго, просо и други култури във високите части започва в началото на дъждовния сезон. От юни до август, когато валежите са най-обилни, динка прибират реколтата.
Към къщите, в които живеят по време на дъждовния сезон, динка често строят краварници (луаак) и хамбари. По време на сухия сезон, който започва около декември-януари, всички динка (с изключение на възрастните, болните и младите майки) мигрират към полупостоянните жилища в то̀ика. Те откарват добитъка си там през септември, октомври и ноември, когато валежите намаляват, и съответно го пасат.

## Религия и общество
Скотовъдният начин на живот у динка намира изражение в религиозните им вярвания и обичаи, които не са анимистични. Вярват в един бог, носещ името Нхиалик, който комуникира с тях посредством медиуми. Основен компонент от културата на динка е жертвоприношението на волове, което се извършва от „майсторите на харпуна“. Преди да встъпят в зрялост, младежите трябва да преминат през специален обред, включващ отбелязването на челото с остър предмет.
Британски мисионери правят опити да разпространят християнството през 19 век и по време на гражданската война.

## Войни
Суданската освободителна армия, ръководена от д-р Джон Гаранг (муониджанг), влиза във въоръжен конфликт с правителството в Хартум през 1983 година. Последвалата 21-годишна гражданска война води до смъртта на много джиенг и хора от други народи в Южен Судан. Освен това динка водят бойни действия и с нуер.
На 15 ноември 1991 година военни сили близки до Риек Мачар извършват Клането в Бор. Избити са поне 500 цивилни динка (включително деца и жени), а голям брой глави добитък са откраднати. Тази акция е следствие от отцепването на Мачар (нуер) от СОА и опита му да оспори лидерството на Гаранг.

## Известни динка
- Мануте Бол, баскетболист
- Джон Гаранг, бунтовнически лидер и първи президент на Южен Судан (2005)
- Луол Денг, баскетболист
- Салва Киир Маярдит, президент на Южен Судан (2005-)
- Алек Уек, манекенка